# José Maria Vieira Mendes
José Maria Vieira Mendes (Lisboa, 1976) es un dramaturgo portugués.
Colaboró con el periódico de la Facultad de Letras de la Universidad de Lisboa, Os Fazedores de Letras (Los hacedores de letras). Cursó sus estudios en 2000, en la International Residency do Royal Court Theatre de Londres. Estudió en 2005 en Berlín con una beca de la Fundación Calouste Gulbenkian.
Escribió Dois Homens (Dos hombres) Morrer (Morir), Crime e Castigo (Crimen y castigo), Lá Ao Fundo o Rio (Allí, al fondo del río), Chão (Suelo) e T1 (Piso de una habitación). Tradujo, entre otras cosas, obras de teatro de Samuel Beckett, Duncan McLean, Jon Fosse, Harold Pinter, Heiner Müller o Rainer Werner Fassbinder.
Su trabajo en el teatro está ligado de varias maneras a la compañía Artistas Unidos y es, desde 2008, miembro del grupo Teatro Praga.
Varias de sus obras ya han sido estrenadas como Dois homens (1998), Lá ao fundo o rio (2000), T1 (2003), Se o mundo não fosse assim [Si el mundo no fuera así] (2004), A minha mulher [Mi mujer] (2007), O Avarento ou A última festa [El avaro o La última fiesta] (2007), Onde vamos morar [Donde vamos a vivir] (2008), Aos Peixes [A los peces] (2008) y las obras cortas Proposta Concreta [Propuesta concreta] (2005), Intervalo (2006) e Domingo (2007). Más recientemente ha escrito Ana (2008), Padam Padam (2009) y Paixão Segundo Max [La pasión según Max] (2010). 
Algunas de sus obras han sido ya traducidas al inglés, francés, italiano, español, polaco, noruego, eslovaco, sueco y alemán, y algunas han sido estrenadas en Alemania, Austria y Suecia. 
Ha sido distinguido con el premio Revelação Ribeiro da Fonte 2000 del Instituto Portugués de las Artes del Espectáculo, Premio ACARTE/Maria Madalena Azeredo Perdigão 2000 de la Fundación Calouste Gulbenkian, Premio Casa da Imprensa de 2005 para el área de Teatro, y Premio Luso-Brasileño de Dramaturgia António José da Silva 2006, atribuido por el Instituto Camões (Portugal) y Funarte – Fundação Nacional de Arte (Brasil), por la obra A minha mulher. 